# Liste der Gedenktafeln in Berlin-Märkisches Viertel
Die Liste der Gedenktafeln in Berlin-Märkisches Viertel enthält die Namen, Standorte und, soweit bekannt, das Datum der Enthüllung von Gedenktafeln.
Die Liste ist nicht vollständig.

## Märkisches Viertel
| Bild | Name               | Standort               | Datum der Enthüllung |
| ---- | ------------------ | ---------------------- | -------------------- |
|      | Roger Loewig       | Wilhelmsruher Damm 120 | November 2002        |
|      | Karl-Heinz Städing | Welzower Steig 3       |                      |